# Слохи-Аннопольські
Слохи-Аннопольські (пол. Słochy Annopolskie) — село в Польщі, у гміні Сім'ятичі Сім'ятицького повіту Підляського воєводства. Населення — 324 особи (2011).

## Історія
Вперше згадується 1477 року. Село належало до фільварку Аннополь.
У 1975—1998 роках село належало до Білостоцького воєводства.

## Демографія
Демографічна структура станом на 31 березня 2011 року:
|          | Загалом | Допрацездатний вік | Працездатний вік | Постпрацездатний вік |
| -------- | ------- | ------------------ | ---------------- | -------------------- |
| Чоловіки | 159     | 17                 | 117              | 25                   |
| Жінки    | 165     | 24                 | 95               | 46                   |
| Разом    | 324     | 41                 | 212              | 71                   |